# Герб Людиново
Герб городского поселения «Город Люди́ново» Людиновского муниципального района Калужской области Российской Федерации.
Герб утверждён решением № 255-р Городской Думы городского поселения «Город Людиново» 28 ноября 2008 года.
Герб внесён в Государственный геральдический регистр Российской Федерации с присвоением регистрационного номера № 4678.

## Описание герба
«В лазоревом поле - вогнутое узкое серебряное стропило, увенчанное крестом того же металла с сиянием в углах, обременённое зелёной рудоискательной лозой и заполненное червленью, в которой - золотое вписанное узкое острие, дугообразно расширяющееся в основании».

Герб города Людиново может воспроизводиться в двух равнодопустимых версиях:
- без вольной части;
- с вольной частью - четырёхугольником, примыкающим изнутри к верхнему краю герба города Людиново с воспроизведёнными в нем фигурами герба Калужской области.
Версия герба с вольной частью применяется после соответствующего законодательного закрепления порядка включения в гербы муниципальных образований Калужской области вольной части с изображением герба Калужской области.
Герб города Людиново в соответствии с Методическими рекомендациями по разработке и использованию официальных символов муниципальных образований (Раздел 2, Глава VIII, п.п. 45-46), утверждёнными геральдическим Советом при Президенте Российской Федерации 28 июня 2006 года может воспроизводиться со статусной короной установленного образца.

## Символика герба
Впервые Людиново упоминается в Писцовых книгах за 1626 год. Тогда это была небольшая деревня в несколько дворов. Развитие села и становление его как города тесным образом связано с деятельностью русских промышленников Демидовых. 
В 1732 году сюда приезжает Никита Никитович Демидов, чтобы выбрать место для строительства нового железоделательного завода. Здесь были сооружены два водохранилища: верхнее - Людиновское и нижнее - Сукремльское. В 1738 на Сукремльском водохранилище был основан чугунолитейный завод. В 1745 на Людиновском водохранилище был построен железоделательный завод (ныне тепловозостроительный). 
В 1857-58 гг. на заводе производились первые военные суда для Черноморского флота, речные суда, а в 1879 создан первый в России товарный паровоз. Жизнь современного города также невозможно представить без его промышленности. 
Помещённые в гербе города рудоискательная лоза, заимствованная из герба Демидовых, а также аллегорически изображённый поток расплавленного металла символизируют прошлое и настоящее города. Развитие его градообразующих предприятий от железоделательного завода до современного Людиновского тепловозостроительного завода, огромную роль Демидовых в становлении градообразующих предприятий. 
Лоза - символ исследования, познания, скрытых ресурсов. 
Символика серебряного стропила многозначна: 
- оно аллегорически символизирует расположение города на водоразделе между окским и Днепровским водными бассейнами.
- стилизованно показывает литеру "Л" - заглавную в названии города.
Резной крест, венчающий стропило, символизирует уникальную достопримечательность города - хрустальный крест, сохранившийся до наших дней из иконостаса храма Казанской иконы Божьей матери, созданного из хрусталя на производстве русских промышленников Мальцовых, внёсших заметный вклад в развитие Людиново. 
Красный цвет - символ труда, мужества, силы, красоты и праздника. Красный цвет поля созвучен труду работников машиностроительной промышленности, что дополняет содержание герба города, как промышленно развитого региона. 
Золото - символ богатства, стабильности, солнечного тепла и энергии, уважения и интеллекта. 
Серебро - символ чистоты и совершенства, мира и взаимопонимания. 
Голубой цвет - символ чести, благородства, возвышенных устремлений, духовности. 
Зелёный цвет - символ молодости, здоровья, природы, жизненного роста. Город окружён лесными массивами, что благотворно влияет на его экологию.

## История герба

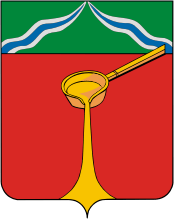
Герб города Людиново и Людиновского района (2002 год)

26 июля 2002 года был утверждён герб муниципального образования «Город Людиново и Людиновский район».
Городское поселение «Город Людиново», как новое муниципальное образование было образовано в 2006 году.
Композиция герба герба городского поселения созвучна гербу муниципального образования «Город Людиново и Людиновский район».
Герб городского поселения «город Людиново» был разработан Союзом геральдистов России.
Авторы герба: идея - Константин Мочёнов (Химки); художник и компьютерный дизайн - Оксана Афанасьева (Москва); обоснование символики - Кирилл Переходенко (Конаково).